# Neger (Adjektiv)
Das Adjektiv neger ist ein ostösterreichisches, veraltetes Synonym für pleite oder mittellos.
Maria Hornung und Siegmar Grüner verorten die Herkunft wie bei schwarzfahren „im Dunklen, Verborgenen“. Andrea Maria Dusl führt das Wort auf Neige (altwienerisch die Nāg, das Zuendegehen eines Vorrats) zurück.
Volksetymologisch abschätzig mit schwarzen Zuwanderern in Verbindung gebracht, suggeriert der Ausdruck Habenichtse und Schnorrer.
Eine negere Person wird auch Negerant genannt. 1984 erreichte Rainhard Fendrichs Austropop-Single Ich bin ein Negerant Madam die österreichischen Charts.